# 澳洲旗鰓鰻
澳洲旗鰓鰻為輻鰭魚綱鰻鱺目通鰓鰻科的其中一種，發現於全球各大海域，為深海魚類，棲息深度590-3001公尺，體長可達62.8公分，生活在大陸坡。

## 擴展閱讀
維基物種上的相關：澳洲旗鰓鰻